# Droga wojewódzka nr 570
Droga wojewódzka nr 570 (DW570) – droga wojewódzka o długości 17,8 km łącząca Wróblewo z Czerwińskiem

## Miejscowości leżące przy trasie DW570
- Wróblewo (DK50)
- Naruszewo (DW571)
- Czerwińsk nad Wisłą (DK62)